# П'єнинський національний парк
П'єнинський національний парк (пол. Pieniński Park Narodowy) — один із 23 національних парків у Польщі, створений 1 червня 1932 року. Парк розташований в самому серці гір П'єніни в південній частині Польщі. Адміністративно парк знаходиться в Малопольському воєводстві на кордоні зі Словаччиною. Із площею 23.46 км², віднесений до II категорії Міжнародним союзом охорони природи (IUCN). Національний парк перетинає річка Дунаєць.

## Загальна характеристика
Національний парк розташований у південній частині Польщі, на кордоні зі Словаччиною. Гірський хребет П'єніни ділиться на три частини: П'єніни Спіскі, Малі Пієніни та Пєніні Власциве (де розташований парк). Поверхня парку — 23,46 км² , з них 13,11 км² вкрита лісами. Третина (7,5 км²) суворо захищена.
Парк має найвищий показник туристичного руху серед усіх національних парків Польщі на 1 га площі. Для туристів доступні 35 км стежок. Для туристів підготовлено оглядові майданчики на горах Три Корони (пол. Trzy Korony) та Соколиця (пол. Sokolica). Також на території парку розміщений Чорштинський замок. 53 % площі парку є власністю казначейства (понад половину придбано під час Другої Польської Республіки), решта — приватні зони, де ведеться бізнес.

## Галерея

Загальний вигляд
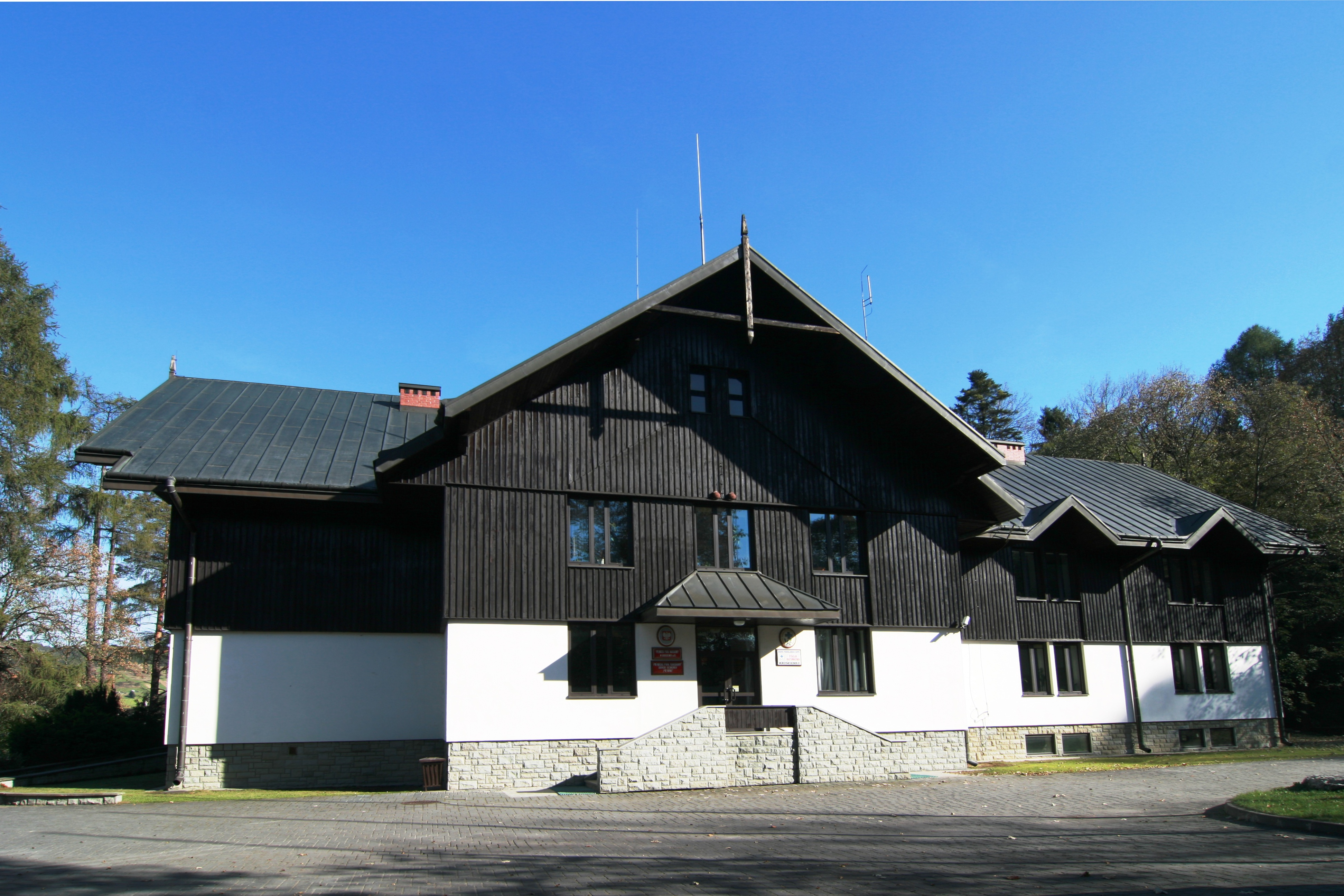
Будівля адміністрації парку
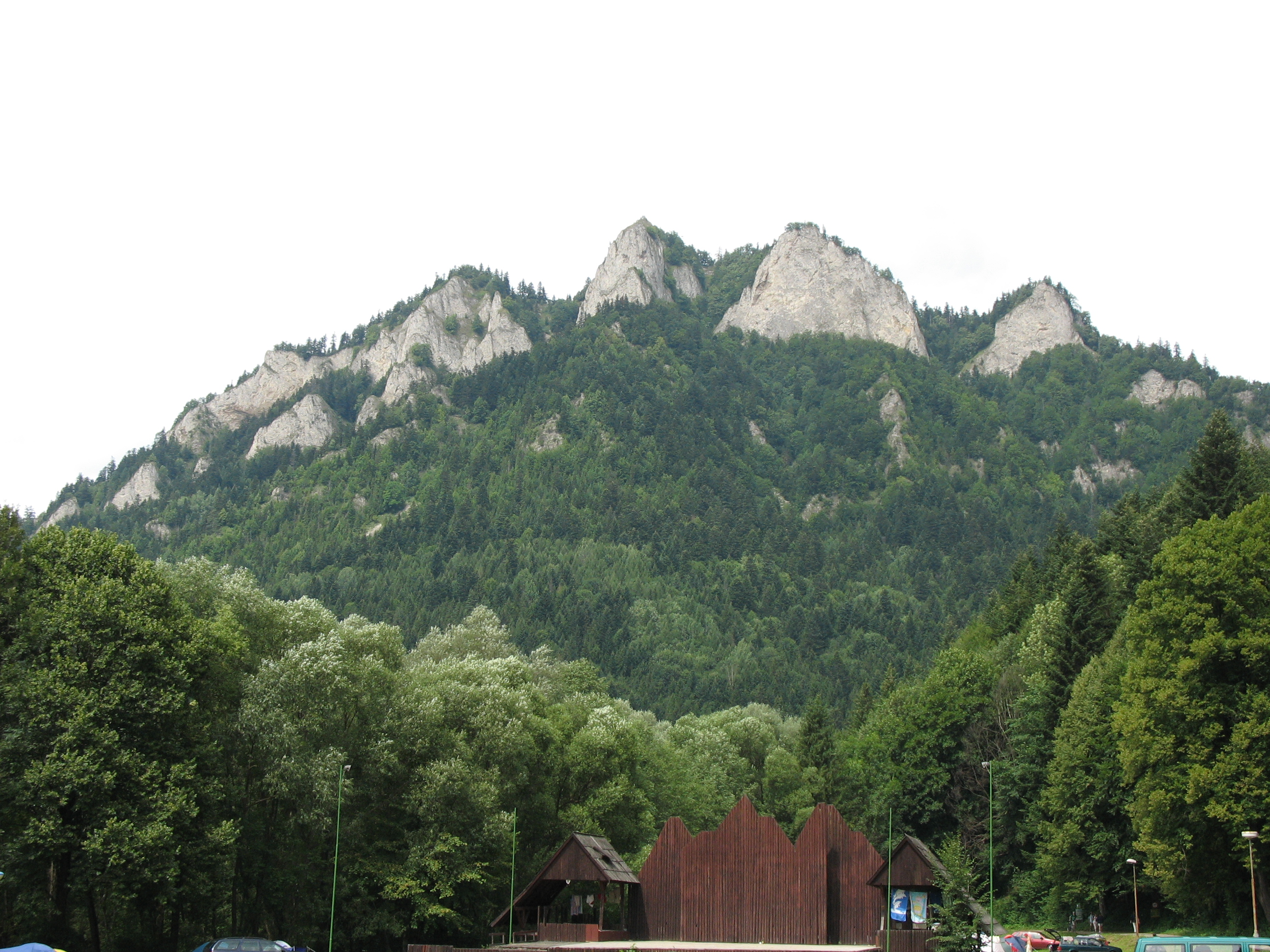
Гора «Три Корони»
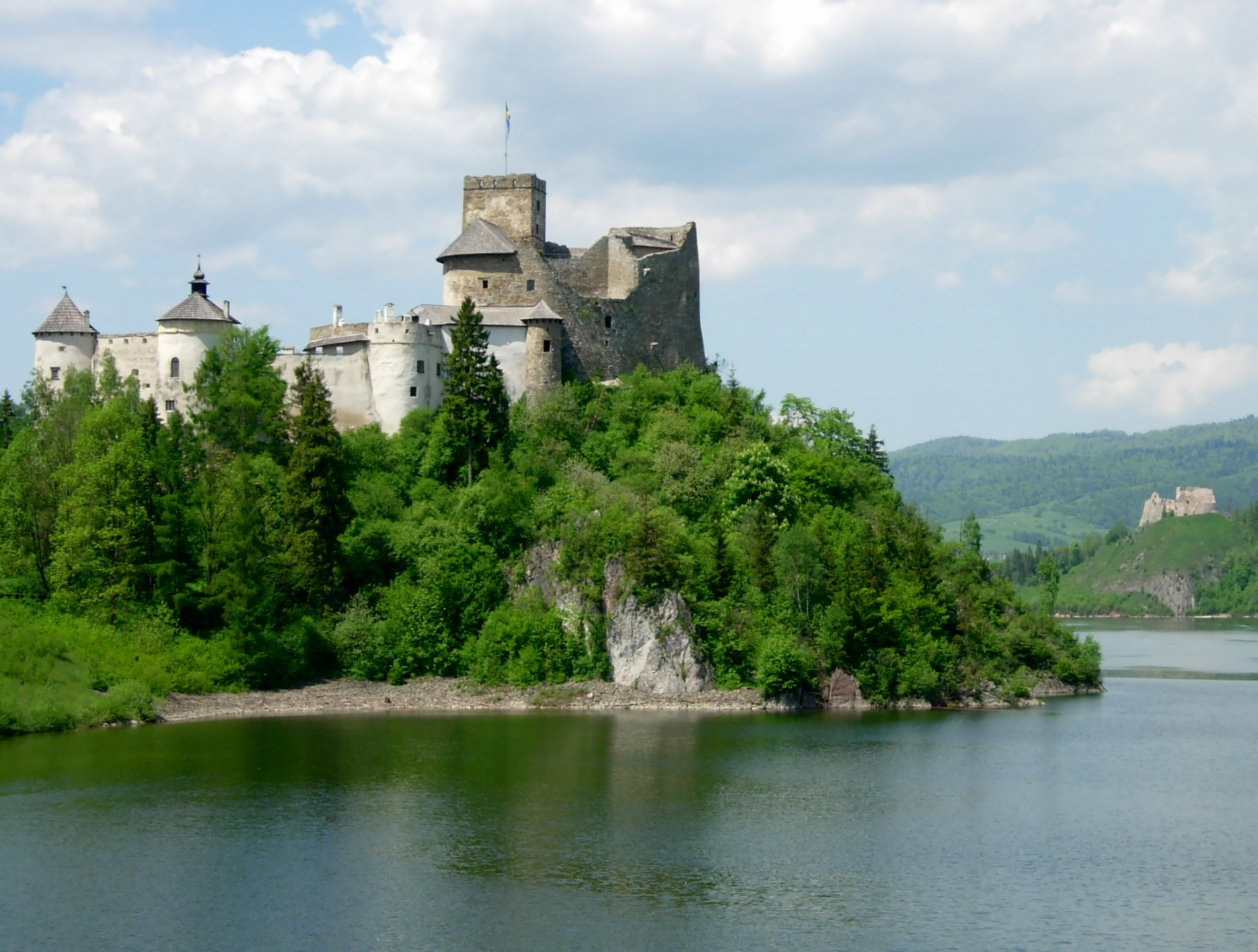
Чорштинський замок.
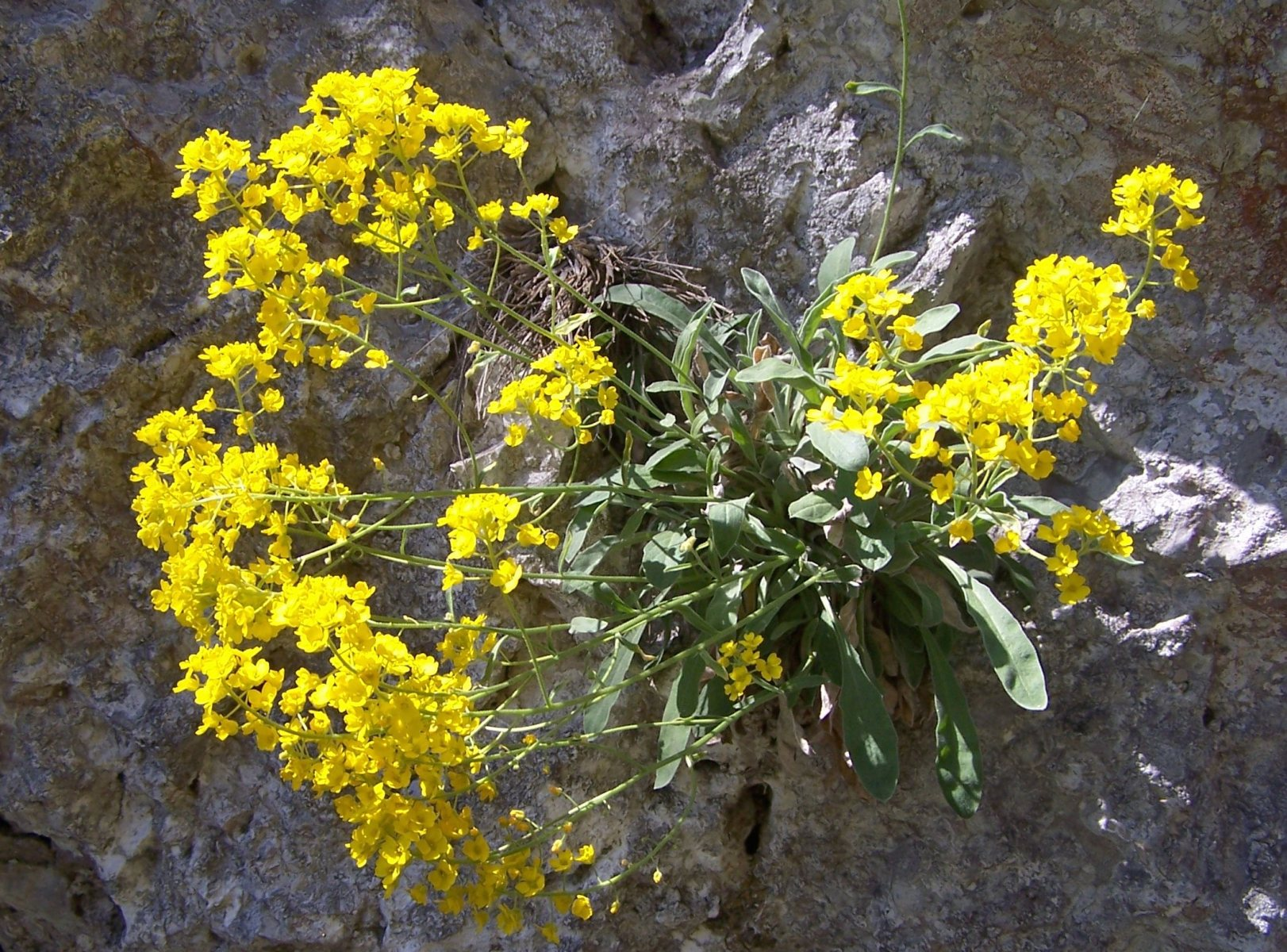
Авринія скельна на території парку